# Cupa Campionilor Europeni 1983-1984
Cupa Campionilor Europeni în sezonul 1983-1984 a fost câștigată de Liverpool, care a învins în finală formația AS Roma.

## Prima rundă
| Echipa 1        | Scor gen. | Echipa 2         | Tur | Retur |
| --------------- | --------- | ---------------- | --- | ----- |
| Odense          | 0–6       | Liverpool        | 0–1 | 0–5   |
| Lech Poznań     | 2–4       | Athletic Bilbao  | 2–0 | 0–4   |
| Ajax            | 0–2       | Olympiacos       | 0–0 | 0–2   |
| Benfica         | 6–2       | Linfield         | 3–0 | 3–2   |
| Rába ETO Győr   | 4–1       | Vikingur         | 2–1 | 2–0   |
| Dinamo Minsk    | 3–2       | Grasshopper      | 1–0 | 2–2   |
| Kuusysi         | 0–4       | Dinamo București | 0–1 | 0–3   |
| Hamburg         | (w/o)     | Vllaznia         | –   | –     |
| Fenerbahçe      | 0–5       | Bohemians Praga  | 0–1 | 0–4   |
| Rapid Viena     | 4–3       | Nantes           | 3–0 | 1–3   |
| Athlone Town    | 4–11      | Standard Liège   | 2–3 | 2–8   |
| Ħamrun Spartans | 0–6       | Dundee United    | 0–3 | 0–3   |
| ȚSKA Sofia      | 4–4a      | Omonia           | 3–0 | 1–4   |
| Roma            | 4–2       | Göteborg         | 3–0 | 1–2   |
| Dinamo Berlin   | 6–1       | Jeunesse Esch    | 4–1 | 2–0   |
| Partizan        | 5–1       | Viking           | 5–1 | 0–0   |

### Prima manșă
| Odense | 0–1     | Liverpool    |
| ------ | ------- | ------------ |
|        | Detalii | Dalglish 14' |

| Lech Poznań                  | 2–0     | Athletic Bilbao |
| ---------------------------- | ------- | --------------- |
| Niewiadomski 35' Okoński 44' | Detalii |                 |

| Ajax | 0–0     | Olympiacos |
| ---- | ------- | ---------- |
|      | Detalii |            |

| Benfica                             | 3–0     | Linfield |
| ----------------------------------- | ------- | -------- |
| Sloan 72' (o.g.) Nené 83' Manne 89' | Detalii |          |

| Rába ETO Győr         | 2–1     | Vikingur           |
| --------------------- | ------- | ------------------ |
| Magyar 27' Burcsa 34' | Detalii | Thorvardarsson 28' |

| Dinamo Minsk | 1–0     | Grasshopper |
| ------------ | ------- | ----------- |
| Kurnenin 18' | Detalii |             |

| Kuusysi | 0–1     | Dinamo București |
| ------- | ------- | ---------------- |
|         | Detalii | Dragnea 49'      |

| Fenerbahçe | 0–1     | Bohemians Praga |
| ---------- | ------- | --------------- |
|            | Detalii | Hruška 76'      |

| Rapid Viena                  | 3–0     | Nantes |
| ---------------------------- | ------- | ------ |
| Panenka 16', 38' Hagmayr 49' | Detalii |        |

| Athlone Town           | 2–3     | Standard Liège                                     |
| ---------------------- | ------- | -------------------------------------------------- |
| Collins 43' Salmon 63' | Detalii | Hrubesch 11' Vandersmissen 41' Plessers 60' (pen.) |

| Ħamrun Spartans | 0–3     | Dundee United                     |
| --------------- | ------- | --------------------------------- |
|                 | Detalii | Reilly 2' Bannon 22' Sturrock 55' |

| ȚSKA Sofia                           | 3–0     | Omonia |
| ------------------------------------ | ------- | ------ |
| Mladenov 52' Yonchev 56' Slavkov 62' | Detalii |        |

| Roma                              | 3–0     | Göteborg |
| --------------------------------- | ------- | -------- |
| Vincenzi 51' Conti 63' Cerezo 70' | Detalii |          |

| Dinamo Berlin                          | 4–1     | Jeunesse Esch |
| -------------------------------------- | ------- | ------------- |
| Götz 35' Schulz 39' Ernst 77' Netz 86' | Detalii | Scuto 18'     |

| Partizan                                            | 5–1     | Viking        |
| --------------------------------------------------- | ------- | ------------- |
| Dimitrijević 27', 38' Prekazi 44' Živković 82', 85' | Detalii | Goodchild 36' |

### A doua manșă
| Liverpool                                              | 5–0     | Odense |
| ------------------------------------------------------ | ------- | ------ |
| Robinson 15', 70' Dalglish 33', 40' Clausen 55' (o.g.) | Detalii |        |

Liverpool s-a calificat cu scorul general de 6–0.
| Athletic Bilbao                                         | 4–0     | Lech Poznań |
| ------------------------------------------------------- | ------- | ----------- |
| Goikoetxea 11' Sola 34' (pen.) Noriega 53' Urquiaga 84' | Detalii |             |

Athletic Bilbao s-a calificat cu scorul general de 4–2.
| Olympiacos             | 2 – 0 (a.e.t.) | Ajax |
| ---------------------- | -------------- | ---- |
| Anastopoulos 95', 118' | Detalii        |      |

Olympiacos s-a calificat cu scorul general de 2–0.
| Linfield                        | 2–3     | Benfica                           |
| ------------------------------- | ------- | --------------------------------- |
| Diamantino 29' (o.g.) Walsh 81' | Detalii | Strömberg 36', 75' Diamantino 39' |

Benfica s-a calificat cu scorul general de 6–2.
| Vikingur | 0–2     | Rába ETO Győr          |
| -------- | ------- | ---------------------- |
|          | Detalii | Magyar 58' Szentes 86' |

Rába ETO Győr s-a calificat cu scorul general de 4–1.
| Grasshopper    | 2–2     | Dinamo Minsk             |
| -------------- | ------- | ------------------------ |
| Ponte 20', 30' | Detalii | Kondratyev 31' Sokol 84' |

Dinamo Minsk s-a calificat cu scorul general de 3–2.
| Dinamo București                     | 3–0     | Kuusysi |
| ------------------------------------ | ------- | ------- |
| Movilă 48' Augustin 70' Mulțescu 89' | Detalii |         |

Dinamo București s-a calificat cu scorul general de 4–0.
| Bohemians Praga                           | 4–0     | Fenerbahçe |
| ----------------------------------------- | ------- | ---------- |
| Zelenský 20' Novák 56', 86' Chaloupka 71' | Detalii |            |

Bohemians Praga s-a calificat cu scorul general de 5–0.
| Nantes                                    | 3–1     | Rapid Viena |
| ----------------------------------------- | ------- | ----------- |
| Baronchelli 14' Rio 15' Muller 68' (pen.) | Detalii | Panenka 40' |

Rapid Viena s-a calificat cu scorul general de 4–3.
| Göteborg                 | 2–1     | Roma       |
| ------------------------ | ------- | ---------- |
| Gardner 29' Holmgren 75' | Detalii | Pruzzo 61' |

Roma s-a calificat cu scorul general de 4–2.
| Omonia                                          | 4–1     | ȚSKA Sofia  |
| ----------------------------------------------- | ------- | ----------- |
| Savvidis 42' Arsov 48' Kantalos 85' Gregory 89' | Detalii | Yonchev 22' |

ȚSKA Sofia 4–4 Omonia . ȚSKA Sofia s-a calificat cu scorul general de datorită golului marcat în deplasare.
| Standard Liège                                                                                     | 8–2     | Athlone Town             |
| -------------------------------------------------------------------------------------------------- | ------- | ------------------------ |
| Jelikic 1' Delbrouk 29' Plessers 31', 70' Daerden 40' Van Der Smissen 47' Tahamata 59' Wintacq 64' | Detalii | Salmon 52' Hitchcock 74' |

Standard Liege s-a calificat cu scorul general de 11–4.
| Jeunesse Esch | 0–2     | Dinamo Berlin         |
| ------------- | ------- | --------------------- |
|               | Detalii | Ullrich 32' Noack 50' |

Dinamo Berlin s-a calificat cu scorul general de 6–1.
| Viking | 0–0     | Partizan |
| ------ | ------- | -------- |
|        | Detalii |          |

Partizan s-a calificat cu scorul general de 5–1.
| Dundee United               | 3–0     | Ħamrun Spartans |
| --------------------------- | ------- | --------------- |
| Milne 29' Kirkwood 44', 46' | Detalii |                 |

Dundee United s-a calificat cu scorul general de 6–0.

## A doua rundă
| Echipa 1         | Scor gen. | Echipa 2        | Tur | Retur |
| ---------------- | --------- | --------------- | --- | ----- |
| Liverpool        | 1–0       | Athletic Bilbao | 0–0 | 1–0   |
| Olympiacos       | 1–3       | Benfica         | 1–0 | 0–3   |
| Rába ETO Győr    | 4–9       | Dinamo Minsk    | 3–6 | 1–3   |
| Dinamo București | 5–3       | Hamburg         | 3–0 | 2–3   |
| Bohemians Praga  | 2–2a      | Rapid Viena     | 2–1 | 0–1   |
| Standard Liège   | 0–4       | Dundee United   | 0–0 | 0–4   |
| ȚSKA Sofia       | 0–2       | Roma            | 0–1 | 0–1   |
| Dinamo Berlin    | 2–1       | Partizan        | 2–0 | 0–1   |

### Prima manșă
| Liverpool | 0–0     | Athletic Bilbao |
| --------- | ------- | --------------- |
|           | Detalii |                 |

| Olympiacos       | 1–0     | Benfica |
| ---------------- | ------- | ------- |
| Anastopoulos 21' | Detalii |         |

| Rába ETO Győr                            | 3–6     | Dinamo Minsk                                               |
| ---------------------------------------- | ------- | ---------------------------------------------------------- |
| Hannich 13' (pen.) Szentes 63' Szabó 84' | Detalii | Sokol 3', 10', 42' Kurnenin 20' Gotsmanov 55' Rumbutis 70' |

| Dinamo București                   | 3–0     | Hamburg |
| ---------------------------------- | ------- | ------- |
| Augustin 27' Mulțescu 60' Orac 81' | Detalii |         |

| Bohemians Praga       | 2–1     | Rapid Viena   |
| --------------------- | ------- | ------------- |
| Janečka 26' Němec 90' | Detalii | Keglevits 45' |

| Standard Liège | 0–0     | Dundee United |
| -------------- | ------- | ------------- |
|                | Detalii |               |

| ȚSKA Sofia | 0–1     | Roma       |
| ---------- | ------- | ---------- |
|            | Detalii | Falcão 63' |

| Dinamo Berlin     | 2–0     | Partizan |
| ----------------- | ------- | -------- |
| Götz 1' Ernst 37' | Detalii |          |

### A doua manșă
| Athletic Bilbao | 0–1     | Liverpool |
| --------------- | ------- | --------- |
|                 | Detalii | Rush 66'  |

Liverpool s-a calificat cu scorul general de 1–0.
| Benfica                                | 3–0     | Olympiacos |
| -------------------------------------- | ------- | ---------- |
| Filipović 17' Diamantino 28' Manne 75' | Detalii |            |

Benfica s-a calificat cu scorul general de 3–1.
| Dinamo Minsk                  | 3–1     | Rába ETO Győr      |
| ----------------------------- | ------- | ------------------ |
| Sokol 41', 62' Kondratyev 63' | Detalii | Hannich 31' (pen.) |

Dinamo Minsk s-a calificat cu scorul general de 9–4.
| Hamburg                        | 3–2     | Dinamo București        |
| ------------------------------ | ------- | ----------------------- |
| Jakobs 45', 56' von Heesen 62' | Detalii | Țălnar 85' Mulțescu 90' |

Dinamo București s-a calificat cu scorul general de 5–3.
| Rapid Viena | 1–0     | Bohemians Praga |
| ----------- | ------- | --------------- |
| Krankl 6'   | Detalii |                 |

Bohemians Praga 2–2 Rapid Viena . Rapid Viena s-a calificat cu scorul general de datorită golului marcat în deplasare.
| Dundee United                        | 4–0     | Standard Liège |
| ------------------------------------ | ------- | -------------- |
| Milne 26', 44' Hegarty 51' Dodds 68' | Detalii |                |

Dundee United s-a calificat cu scorul general de 4–0.
| Roma         | 1–0     | ȚSKA Sofia |
| ------------ | ------- | ---------- |
| Graziani 80' | Detalii |            |

Roma s-a calificat cu scorul general de 2–0.
| Partizan    | 1–0     | Dinamo Berlin |
| ----------- | ------- | ------------- |
| Prekazi 28' | Detalii |               |

Dinamo Berlin s-a calificat cu scorul general de 2–1.

## Sferturi
| Echipa 1     | Scor gen. | Echipa 2         | Tur | Retur |
| ------------ | --------- | ---------------- | --- | ----- |
| Liverpool    | 5–1       | Benfica          | 1–0 | 4–1   |
| Dinamo Minsk | 1–2       | Dinamo București | 1–1 | 0–1   |
| Rapid Viena  | 2–2a      | Dundee United    | 2–1 | 0–1   |
| Roma         | 4–2       | Dinamo Berlin    | 3–0 | 1–2   |

### Prima manșă
| Liverpool | 1–0     | Benfica |
| --------- | ------- | ------- |
| Rush 66'  | Detalii |         |

| Dinamo Minsk  | 1–1     | Dinamo București |
| ------------- | ------- | ---------------- |
| Gurinovich 7' | Detalii | Rednic 88'       |

| Rapid Viena              | 2–1     | Dundee United |
| ------------------------ | ------- | ------------- |
| Hagmayr 76' Kranjčar 87' | Detalii | Stark 30'     |

| Roma                               | 3–0     | Dinamo Berlin |
| ---------------------------------- | ------- | ------------- |
| Graziani 67' Pruzzo 75' Cerezo 90' | Detalii |               |

### A doua manșă
| Benfica  | 1–4     | Liverpool                            |
| -------- | ------- | ------------------------------------ |
| Nené 74' | Detalii | Whelan 9', 88' Johnston 33' Rush 78' |

Liverpool s-a calificat cu scorul general de 5–1.
| Dinamo București | 1–0     | Dinamo Minsk |
| ---------------- | ------- | ------------ |
| Augustin 10'     | Detalii |              |

Dinamo București s-a calificat cu scorul general de 2–1.
| Dundee United | 1–0     | Rapid Viena |
| ------------- | ------- | ----------- |
| Dodds 23'     | Detalii |             |

Rapid Viena 2–2 Dundee United . Dundee United s-a calificat cu scorul general de datorită golului marcat în deplasare.
| Dinamo Berlin      | 2–1     | Roma     |
| ------------------ | ------- | -------- |
| Thom 76' Ernst 86' | Detalii | Oddi 56' |

Roma s-a calificat cu scorul general de 4–2.

## Semifinale
The tie between Roma and Dundee United was controversial; it was later alleged that Roma had bribed Michel Vautrot, the referee for the A doua manșă. The Liverpool vs Dinamo București tie was highly physical and confrontational in nature.
| Echipa 1      | Scor gen. | Echipa 2         | Tur | Retur |
| ------------- | --------- | ---------------- | --- | ----- |
| Liverpool     | 3–1       | Dinamo București | 1–0 | 2–1   |
| Dundee United | 2–3       | Roma             | 2–0 | 0–3   |

### Prima manșă
| Liverpool | 1–0     | Dinamo București |
| --------- | ------- | ---------------- |
| Lee 25'   | Detalii |                  |

| Dundee United       | 2–0     | Roma |
| ------------------- | ------- | ---- |
| Dodds 47' Stark 60' | Detalii |      |

### A doua manșă
| Dinamo București | 1–2     | Liverpool     |
| ---------------- | ------- | ------------- |
| Orac 39'         | Detalii | Rush 11', 84' |

Liverpool s-a calificat cu scorul general de 3–1.
| Roma                                     | 3–0     | Dundee United |
| ---------------------------------------- | ------- | ------------- |
| Pruzzo 23', 40' Di Bartolomei 58' (pen.) | Detalii |               |

Roma s-a calificat cu scorul general de 3–2.

## Finala
| Liverpool                               | 1–1 (d.p.)          | Roma                                        |
| --------------------------------------- | ------------------- | ------------------------------------------- |
| Neal 13'                                | Detalii MatchCentre | Pruzzo 42'                                  |
| Nicol · Neal · Souness · Rush · Kennedy | 4–2                 | Di Bartolomei · Conti · Righetti · Graziani |

## Golgheteri
Golgheterii sezonului de Cupa Campionilor Europeni 1983–84 sunt:
| Loc | Nume               | Echipă           | Goluri |
| --- | ------------------ | ---------------- | ------ |
| 1   | Viktor Sokol       | Dinamo Minsk     | 6      |
| 2   | Roberto Pruzzo     | Roma             | 5      |
| 2   | Ian Rush           | Liverpool        | 5      |
| 3   | Ralph Milne        | Dundee United    | 5      |
| 5   | Ionel Augustin     | Dinamo București | 3      |
| 5   | Gheorghe Mulțescu  | Dinamo București | 3      |
| 5   | Kenny Dalglish     | Liverpool        | 3      |
| 5   | Davie Dodds        | Dundee United    | 3      |
| 5   | Rainer Ernst       | Dinamo Berlin    | 3      |
| 5   | Antonín Panenka    | Rapid Viena      | 3      |
| 5   | Nikos Anastopoulos | Olympiacos       | 3      |